# IC 903
IC 903 ist eine Spiralgalaxie vom Hubble-Typ Sb im Sternbild Jungfrau auf der Ekliptik. Sie ist schätzungsweise 164 Millionen Lichtjahre von der Milchstraße entfernt und hat einen Durchmesser von etwa 90.000 Lichtjahren.
Im selben Himmelsareal befinden sich u. a. die Galaxien NGC 5211, NGC 5257, NGC 5258, IC 904.
Das Objekt wurde am 13. April 1893 vom französischen Astronomen Stéphane Javelle entdeckt.